# Royal Trophy
O Royal Trophy (Troféu Real) foi um torneio masculino de golfe que se disputava entre os anos de 2006 e 2013 entre equipes de jogadores de golfe da Europa e da Ásia. Oito equipes masculinas disputaram uma série de dezesseis jogos envolvendo foursomes, fourball e individuais pelo direito de manter o troféu doado pelo rei da Tailândia por ocasião do seu 60.º aniversário no trono.
As quatro primeiras disputas, de 2006 até 2010, aconteceram na Amata Spring Country Club em Chonburi, Tailândia. Em 2011, o evento mudou-se para um local diferente na Tailândia e depois mudou-se para Brunei e para a China.
O Royal Trophy foi um de vários torneios de golfe por equipes entre as equipes de diferentes regiões do mundo desde a década de 1990, seguindo o modelo da famosa Copa Ryder. Em março de 2014, o European Tour e a Asian Tour iniciaram um novo torneio por equipes, a Copa EurAsia, também disputada entre equipes representadas pelos europeus e pelos asiáticos. O Royal Trophy previsto para dezembro de 2014 foi cancelado e não foi realizado desde então.

## Histórico de eventos
O espanhol Seve Ballesteros, um dos principais defensores em competições de golfe por equipes, capitaneou a equipe europeia na primeira edição do torneio, e o japonês Masahiro Kuramoto capitaneou a equipe asiática. A equipe da Europa incluía os altamente classificados David Howell e Paul McGinley, e os ex-número um do mundo Nick Faldo e Ian Woosnam foram escolhidos pelo capitão Ballesteros. A Europa vence o evento inaugural por 9 pontos a 7.
A Europa manteve o troféu em 2007 com uma vitória de 12½–3½. A edição de 2008 deveria ser realizada entre os dias 11 e 13 de janeiro, mas foi adiada devido a 15 dias de luto nacional pela morte da irmã do rei da Tailândia, e acabou sendo cancelada. A terceira edição aconteceu em janeiro de 2009 com a equipe asiática vencendo pela primeira vez. Em 2010, a Europa recupera o troféu, vencendo pela menor margem possível, 8½–7½. A Europa vence novamente em 2011, porém, outra vez, a Ásia vence e recupera o troféu em 2012 após o desempate por morte súbita. A Europa vence a última edição do torneio em 2013, novamente por uma pequena margem, 8½ – 7½.

## Formato
A Royal Cup envolvia várias competições de match play entre jogadores selecionados de duas equipes composta por oito jogadores. O vencedor de cada jogo marcou um ponto para sua equipe, com meio ponto cada para qualquer jogo que estava empatado após os 18 buracos. A equipe vencedora se determina pelo total de pontos acumulados. Em caso de empate (8 pontos cada), a Royal Cup era decidida no desempate por morte súbita.
| Ano     | Dia 1       | Dia 1       | Dia 2         | Dia 2         | Dia 3         | Dia 3         | Total de pontos |
| Ano     | De manhã    | À tarde     | De manhã      | À tarde       | De manhã      | À tarde       | Total de pontos |
| ------- | ----------- | ----------- | ------------- | ------------- | ------------- | ------------- | --------------- |
| 2006–08 | 4 foursomes | 4 fourballs | 8 individuais | 8 individuais |               |               | 16              |
| 2009–13 | 4 foursomes | 4 foursomes | 4 fourballs   | 4 fourballs   | 8 individuais | 8 individuais | 16              |

## Resultados

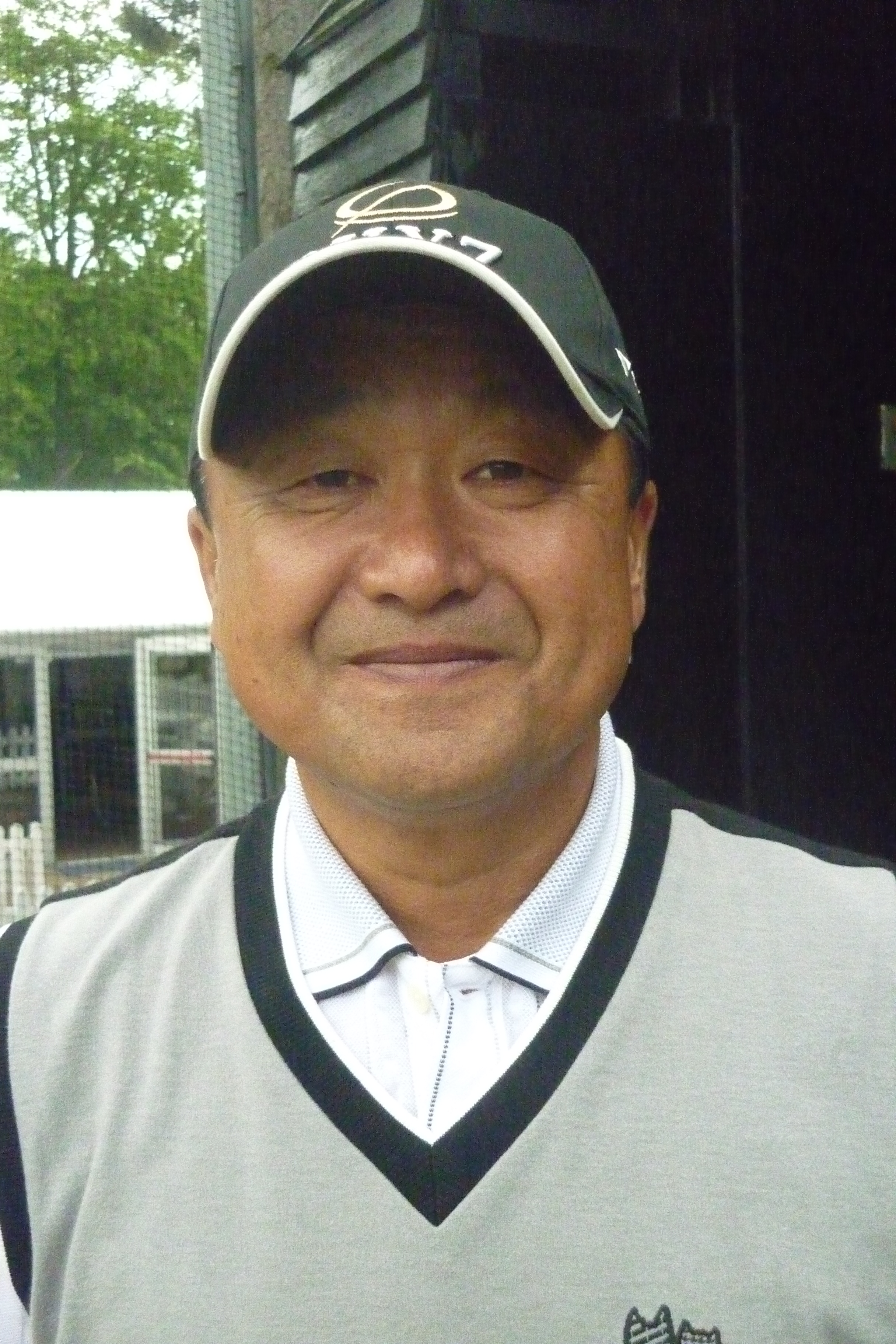
Masahiro Kuramoto capitaneou a Ásia em 2006.

| Ano  | Clube                                 | Equipe vencedora  | Pontuação         | Capitão da Europa   | Capitão da Ásia   |
| ---- | ------------------------------------- | ----------------- | ----------------- | ------------------- | ----------------- |
| 2014 | Torneio cancelado                     | Torneio cancelado | Torneio cancelado | Torneio cancelado   | Torneio cancelado |
| 2013 | Dragon Lake Golf Club, China          | Europa            | 8½–7½             | José María Olazábal | Yang Yong-eun     |
| 2012 | Empire Hotel and Country Club, Brunei | Ásia              | 8–8               | José María Olazábal | Naomichi Ozaki    |
| 2011 | Black Mountain Golf Club, Tailândia   | Europa            | 9–7               | Colin Montgomerie   | Naomichi Ozaki    |
| 2010 | Amata Spring Country Club, Tailândia  | Europa            | 8½–7½             | Colin Montgomerie   | Naomichi Ozaki    |
| 2009 | Amata Spring Country Club, Tailândia  | Ásia              | 10–6              | José María Olazábal | Naomichi Ozaki    |
| 2008 | Torneio cancelado                     | Torneio cancelado | Torneio cancelado | Torneio cancelado   | Torneio cancelado |
| 2007 | Amata Spring Country Club, Tailândia  | Europa            | 12½–3½            | Seve Ballesteros    | Naomichi Ozaki    |
| 2006 | Amata Spring Country Club, Tailândia  | Europa            | 9–7               | Seve Ballesteros    | Masahiro Kuramoto |